# Etiudy op. 10 (Chopin)
Etiudy op. 10 – cykl fortepianowych etiud Fryderyka Chopina, skomponowanych w latach 1829–1832. Chopin zadedykował je Lisztowi (à son ami Franz Liszt).
Kompozytor ukazał w Etiudach mistrzostwo w zakresie fortepianowej faktury, techniki pianistycznej, brzmienia, inwencji kompozytorskiej, dynamiki. Każdy utwór koncentruje się na wybranym problemie technicznym, przykładowo:
1. rozłożone akordy w partii prawej ręki (Etiuda C-dur op. 10 nr 1)
2. podkładanie palców prawej ręki w gamie chromatycznej (Etiuda a-moll op. 10 nr 2)
3. prowadzenie śpiewnej melodii (Etiuda E-dur op. 10 nr 3)
4. pasaże w lewej ręce (Etiuda c-moll op. 10 nr 12, tzw. Etiuda Rewolucyjna)
5. technika arpeggiowa obu rąk (Etiuda Es-dur op. 10 nr 11)
6. gra na czarnych klawiszach (Etiuda Ges-dur op. 10 nr 5)

## Etiudy
- I Etiuda C-dur
- II Etiuda a-moll
- III Etiuda E-dur
- IV Etiuda cis-moll
- V Etiuda Ges-dur
- VI Etiuda es-moll
- VII Etiuda C-dur
- VIII Etiuda F-dur
- IX Etiuda f-moll
- X Etiuda As-dur
- XI Etiuda Es-dur
- XII Etiuda c-moll (Rewolucyjna)